# Артур Ціммерман
Артур Ціммерман (нім. Arthur Zimmermann) (1864–1940), німецький державний діяч, дипломат.

## Біографія
Народився 5 жовтня 1864 року в місті Олецько.
З 1916 по 1917 — статс-секретар закордонних справ Німеччини.
16 січня 1917 — направив німецькому послу в Мексиці фон Екхардту депешу з інструкціями з ведення переговорів з мексиканською стороною та укладання союзу проти США, з обіцянкою повернення Мексиці територій Техасу, Аризони, Нью-Мексико, аннексованих США в результаті війни 1846—1848 рр. Перехоплена депеша з директивами, послужила втягненню США в Першу світову війну.
6 червня 1940 — помер у Берліні.

## Нагороди
- Орден Вранішнього Сонця 1-го ступеня (Японія) (1897)
- Орден Червоного орла
  - 4-го класу (1899)
  - мечі до ордена 4-го класу (1900)
  - 3-го класу з бантом (1907)
  - 2-го класу із зіркою, дубовим листям і мечами (1913)
  - 1-го класу з дубовим листям і мечами на кільці (1917)
- Хрест «За вислугу років» (Пруссія) (1900)
- Орден Корони (Пруссія)
  - 3-го класу (1905)
  - 2-го класу (1909)
  - зірка до ордена 2-го класу (1913)
- Орден Меджида (Османська імперія)
  - 2-го класу (1905)
  - 1-го класу (1912)
- Орден Грифа, почесний хрест (Велике герцогство Мекленбург-Шверін) (1905)
- Орден Спасителя, командорський хрест (Греція) (1906)
- Орден Подвійного дракона 2-го ступеня, 2-й клас (Китай) (1907)
- Орден Лева і Сонця, великий хрест (Іран) (1908)
- Орден Печаті Соломона, великий офіцерський хрест (Ефіопія) (1908)
- Орден Франца Йосифа (Австро-Угорщина)
  - командорський хрест із зіркою (1909)
  - великий хрест (1910)
- Орден Зірки Румунії, великий офіцерський хрест (1909)
- Орден Погруддя Болівара (Венесуела)
  - 3-го класу (1911)
  - командорський хрест із зіркою (1912)
- Орден «За громадянські заслуги» (Болгарія), великий хрест (1912)
- Орден Залізної Корони 1-го класу (Австро-Угорщина) (1913)
- Орден Громадянських заслуг Баварської корони, великий командорський хрест (1913)
- Орден Корони Італії, великий хрест (1913)
- Орден Альберта (Саксонія), командорський хрест (1913)
- Орден Святої Анни 1-го ступеня (Російська імперія) (1913)
- Орден Корони Румунії, великий хрест (1913)
- Орден Корони (Бельгія), великий хрест (1913)
- Орден Заслуг (Чилі), великий хрест (1914)
- Залізний хрест 2-го класу для некомбатантів (1915)
- Залізний хрест 1-го класу (1917)
- Орден Леопольда (Австрія), великий хрест (1917)
- Орден Грифа, великий хрест (1917)
- Орден «Святий Олександр» з мечами (Болгарія) (1917)
- Орден «Османіє» 1-го ступеня (Османська імперія) (1917)
- Пам'ятна медаль візиту німецького імператора Вільгельма II в Стамбул (1917)
- Орден Хреста Свободи 1-го класу (Фінляндія) (1918)
- Почесний член корпусу Лузатія Лейпцизького університету (1929)